# Sophia Lane Poole
Sophia Lane Poole (1804-1891) est une orientaliste britannique.

## Biographie
Elle est l'ex-épouse d'Edward Poole et la sœur du célèbre orientaliste Edward William Lane, qui suggère qu'elle et ses fils le rejoignent en Égypte afin qu'elle puisse rendre compte du côté féminin de la société égyptienne ségrégationniste. Le résultat est son livre de lettres L'Anglaise en Egypte : Lettres du Caire (sous-titré écrit lors d'une résidence là-bas en 1842 ). 
Comme son frère, Poole adopte les coutumes et vêtements locaux afin de se faire accepter dans les cercles sociaux égyptiens. Une connaissance égyptienne d'Edward Lane écrit que sa maison se composait de sa mère et de sa sœur, "[toutes deux] portaient toujours la robe égyptienne et ne quittaient jamais la maison que lourdement enveloppées et voilées. Le Cheikh al-Dessouki, qui fréquentait régulièrement la maison de Lane, n'a jamais vu leurs visages."  Cependant, Poole elle-même déteste le voile et écrit qu'elle ne s'est voilée que pour avoir accès aux harems, aux bains publics et à d'autres zones "réservées aux femmes".
Elle meurt le 6 mai 1891 au domicile de son fils aîné, Reginald Stuart Poole (1822–1895), au British Museum, et est enterrée au cimetière de West Norwood. Un autre fils, Edward Stanley Poole (1830–1867), est un érudit arabe et rédacteur en chef de l'Encyclopædia Britannica.
Le frère de Sophias, Richard James Lane (en), un graveur et lithographe distingué. Son autre frère, Edward William Lane est un orientaliste comme elle, tout comme son fils Reginald Stuart Poole et son petit-fils Stanley Lane-Poole qui sont des orientalistes et des archéologues notables.